# Фіалко Олег Борисович
Оле́г Бори́сович Фіа́лко (нар. 28 червня 1946, Дружківка, УРСР, СРСР — 27 липня 2024) — радянський і український кінорежисер, сценарист. Заслужений діяч мистецтв України (1996). Член-кореспондент Національної академії мистецтв України (2004). Кавалер Ордена «За заслуги» III ступеня (10.09.2021).

## Біографія
Навчався в ЗОШ № 6 м. Дружківки та Дружківському машинобудівному технікумі (закінчив у 1964).
Закінчив кінознавчий (1969) та режисерський (1973, у М. П. Мащенка) факультети Київського театрального інституту ім. Карпенка-Карого.
З 1973 р. — на Київській кіностудії ім. О. Довженка: асистент режисера, режисер, режисер-постановник.
Тривалий час, паралельно з посадою режисера-постановника, працював секретарем Спілки кінематографістів України, заступником начальника Головного управління культури Київської держадміністрації, постійним президентом кількох кінофондів. Учасник і лауреат всеукраїнських та міжнародних фестивалів..
З 2001 року — на творчій роботі.
З 2011 року — голова Українського Оскарівського Комітету.
Був членом Національної спілки кінематографістів України.
Помер 28 липня 2024 року у віці 78 років.

## Фільмографія

### Режисерські роботи
- 1971 — Іду до тебе...(асистент режисера)
- 1973 — Як гартувалась сталь (другий режисер)
- 1975 — Чоловічий хліб [джерело?]
- 1975 — Не віддавай королеву (т/ф, другий режисер)
- 1975 — Переходимо до любові (режисер-постановник, у спіавт. з О. Мішуріним)
- 1977 — Єралашний рейс (режисер-постановник)
- 1979 — Пробивна людина (режисер-постановник, у спіавт. з О. Борисовим)
- 1982 — Повернення Батерфляй (режисер-постановник)
- 1988 — Бич Божий (режисер-постановник)
- 1990 — Імітатор (режисер-постановник)
- 2004 — Казанова мимоволі (т/ф, 4 с, режисер-постановник; Росія—Україна)
- 2007 — Діви ночі (режисер-постановник; за повістю Юрія Винничука)
- 2008 — Садівник (режисер-постановник)

### Режисер-документаліст
- 2000 — Мала частина Батьківщини великої
- 2001 — Ігор Савченко. Інтонації (в документальному циклі «Обрані часом»)
- 2002 — І ніхто інший

### Участь у документальному фільмі
- 1984 — Tschechow in meinem Leben / Чехов у моєму житті (реж. Vadim Glowna[de])[7]

### Сценарист
- Яма
- Апельсини для коня
- 1988 — Бич Божий (у спіавт. з В. Тодоровським)
- 1990 — Імітатор (у спіавт. з Ю. Маминим, В. Лейкіним, В. Копильцем)
- 2007 — Діви ночі (у співавт. з Г. Ховрахом)
- 2013 — Це я (у співавт. з Ганною Акулевич)

### Продюсер
- 2013 — Це я

### Художній керівник
- 2013 — Повернутись зі світанком (к/м)

### Актор
- 1969 — Острів Вовчий
- 2009 — Мелодія для катеринки — режисер

## Нагороди
- Заслужений діяч мистецтв України (22 серпня 1996)[8]
- Почесним знак «За честь і гідність» Міжнародного дитячого кінофестивалю у дитячому оздоровчому центрі «Артек»
- Нагороджений Золотою медаллю фонду ім. Ханжонкова за вагомий внесок у розвиток кінематографа
- Орден «За заслуги» III ступеня (10.09.2021)[9]

## Громадська позиція
У 2018 підтримав звернення Європейської кіноакадемії на захист ув'язненого у Росії українського режисера Олега Сенцова.